# Gymnastik vid olympiska sommarspelen 2012

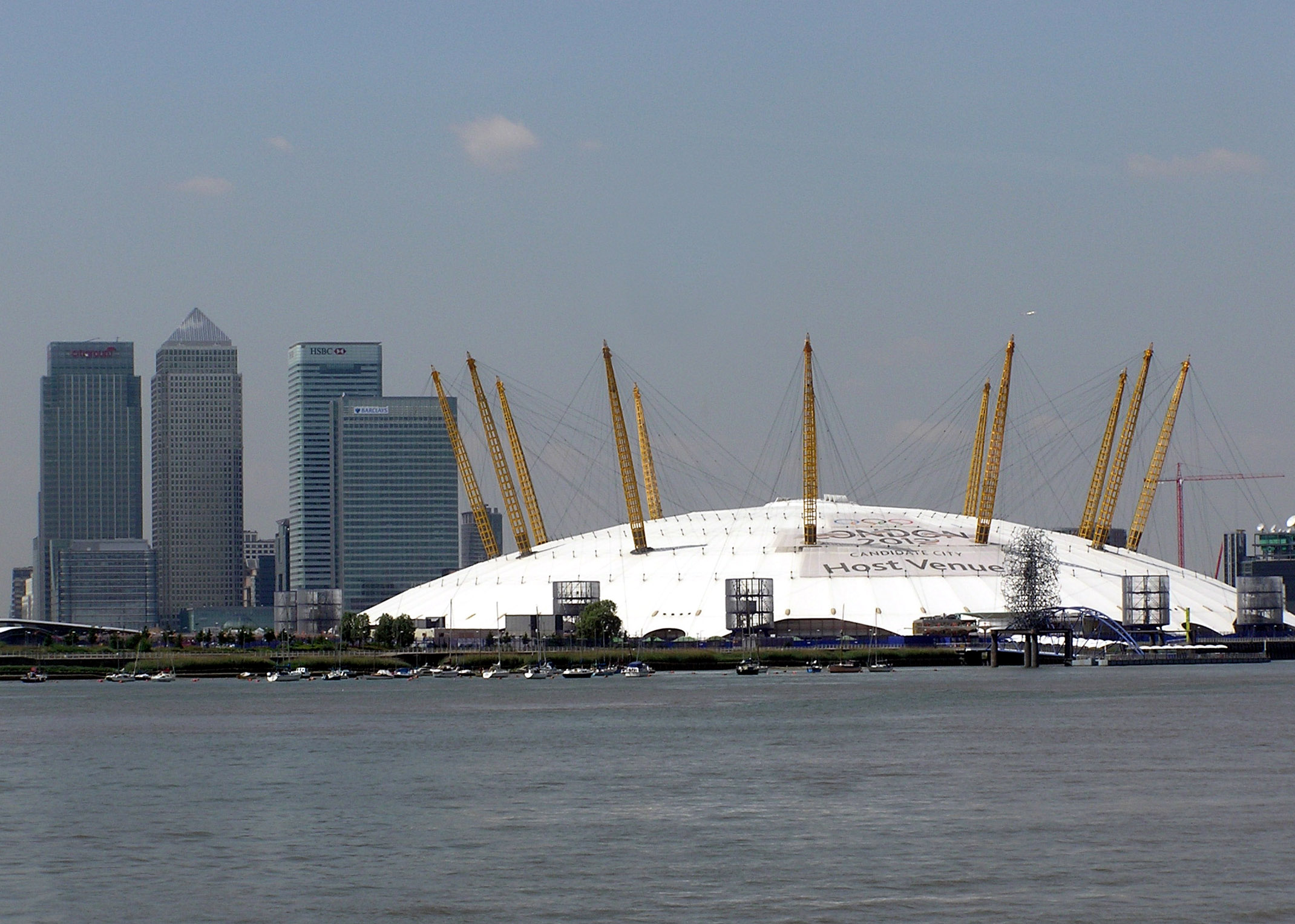
North Greenwich Arena, där tävlingarna hålls.

De olympiska tävlingarna 2012 i gymnastik avgjordes mellan den 28 juli och 12 augusti 2012 i London i Storbritannien. Gymnastiken anordnades som tidigare år i tre olika varianter - artistisk gymnastik, rytmisk gymnastik och trampolin. Den artistiska gymnastiken och trampolinen avgjordes på North Greenwich Arena medan den rytmiska avgjordes på Wembley Arena.

## Kvalspel
Kvalspelen inledde tävlingarna i gymnastik vid olympiska sommarspelen 2012 och kvalificerade dels lag till mångkamperna samt även enskilda gymnaster till de olika tävlingarna. Männens kval hölls den 28 juli och damernas den 29 juli. Till de enskilda individuella grenarna kvalificerade kvalen åtta gymnaster per gren, till lagmångkampen kvalificerade kvalen åtta nationer och till den individuella mångkampen kvalificerades 28 atleter.

## Medaljtabell
| Pl.    | Nation         | Guld | Silver | Brons | Totalt |
| ------ | -------------- | ---- | ------ | ----- | ------ |
| 1      | Kina           | 5    | 4      | 3     | 12     |
| 2      | Ryssland       | 3    | 5      | 4     | 12     |
| 3      | USA            | 3    | 1      | 2     | 6      |
| 4      | Japan          | 1    | 2      | 0     | 3      |
| 5      | Rumänien       | 1    | 1      | 1     | 3      |
| 6      | Brasilien      | 1    | 0      | 0     | 1      |
| 6      | Kanada         | 1    | 0      | 0     | 1      |
| 6      | Ungern         | 1    | 0      | 0     | 1      |
| 6      | Sydkorea       | 1    | 0      | 0     | 1      |
| 6      | Nederländerna  | 1    | 0      | 0     | 1      |
| 11     | Tyskland       | 0    | 3      | 0     | 3      |
| 12     | Storbritannien | 0    | 1      | 3     | 4      |
| 13     | Belarus        | 0    | 1      | 1     | 2      |
| 14     | Italien        | 0    | 0      | 2     | 2      |
| 15     | Frankrike      | 0    | 0      | 1     | 1      |
| 15     | Ukraina        | 0    | 0      | 1     | 1      |
| Totalt | Totalt         | 18   | 18     | 18    | 54     |

## Medaljsammanfattning

### Artistisk gymnastik

#### Damer
| Gren                            | Guld                                                                  | Guld                                                                  | Silver                                                                                       | Silver                                                                                       | Brons                                                                                   | Brons                                                                                   |
| ------------------------------- | --------------------------------------------------------------------- | --------------------------------------------------------------------- | -------------------------------------------------------------------------------------------- | -------------------------------------------------------------------------------------------- | --------------------------------------------------------------------------------------- | --------------------------------------------------------------------------------------- |
| Mångkamp, lag detaljer          | USA Gabby Douglas McKayla Maroney Aly Raisman Kyla Ross Jordyn Wieber | USA Gabby Douglas McKayla Maroney Aly Raisman Kyla Ross Jordyn Wieber | Ryssland Ksenija Afanasieva Anastasija Grisjina Viktoria Komova Alija Mustafina Maria Paseka | Ryssland Ksenija Afanasieva Anastasija Grisjina Viktoria Komova Alija Mustafina Maria Paseka | Rumänien Diana Bulimar Diana Maria Chelaru Larisa Iordache Sandra Izbașa Catalina Ponor | Rumänien Diana Bulimar Diana Maria Chelaru Larisa Iordache Sandra Izbașa Catalina Ponor |
| Mångkamp, individuellt detaljer | Gabby Douglas USA                                                     | Gabby Douglas USA                                                     | Viktoria Komova Ryssland                                                                     | Viktoria Komova Ryssland                                                                     | Alija Mustafina Ryssland                                                                | Alija Mustafina Ryssland                                                                |
| Hopp detaljer                   | Sandra Izbașa Rumänien                                                | Sandra Izbașa Rumänien                                                | McKayla Maroney USA                                                                          | McKayla Maroney USA                                                                          | Maria Paseka Ryssland                                                                   | Maria Paseka Ryssland                                                                   |
| Fristående detaljer             | Aly Raisman USA                                                       | Aly Raisman USA                                                       | Cătălina Ponor Rumänien                                                                      | Cătălina Ponor Rumänien                                                                      | Alija Mustafina Ryssland                                                                | Alija Mustafina Ryssland                                                                |
| Barr detaljer                   | Alija Mustafina Ryssland                                              | Alija Mustafina Ryssland                                              | He Kexin Kina                                                                                | He Kexin Kina                                                                                | Elizabeth Tweddle Storbritannien                                                        | Elizabeth Tweddle Storbritannien                                                        |
| Bom detaljer                    | Deng Linlin Kina                                                      | Deng Linlin Kina                                                      | Sui Lu Kina                                                                                  | Sui Lu Kina                                                                                  | Aly Raisman USA                                                                         | Aly Raisman USA                                                                         |

#### Herrar
| Gren                            | Guld                                                          | Guld                                                          | Silver                                                                       | Silver                                                                       | Brons                                                                            | Brons                                                                            |
| ------------------------------- | ------------------------------------------------------------- | ------------------------------------------------------------- | ---------------------------------------------------------------------------- | ---------------------------------------------------------------------------- | -------------------------------------------------------------------------------- | -------------------------------------------------------------------------------- |
| Mångkamp, lag detaljer          | Kina Chen Yibing Feng Zhe Guo Weiyang Zhang Chenglong Zou Kai | Kina Chen Yibing Feng Zhe Guo Weiyang Zhang Chenglong Zou Kai | Japan Ryohei Kato Kazuhito Tanaka Yusuke Tanaka Kōhei Uchimura Koji Yamamuro | Japan Ryohei Kato Kazuhito Tanaka Yusuke Tanaka Kōhei Uchimura Koji Yamamuro | Storbritannien Sam Oldham Daniel Purvis Louis Smith Kristian Thomas Max Whitlock | Storbritannien Sam Oldham Daniel Purvis Louis Smith Kristian Thomas Max Whitlock |
| Mångkamp, individuellt detaljer | Kōhei Uchimura Japan                                          | Kōhei Uchimura Japan                                          | Marcel Nguyen Tyskland                                                       | Marcel Nguyen Tyskland                                                       | Danell Leyva USA                                                                 | Danell Leyva USA                                                                 |
| Hopp detaljer                   | Yang Hak-Seon Sydkorea                                        | Yang Hak-Seon Sydkorea                                        | Denis Abljazin Ryssland                                                      | Denis Abljazin Ryssland                                                      | Ihor Radivilov Ukraina                                                           | Ihor Radivilov Ukraina                                                           |
| Fristående detaljer             | Zou Kai Kina                                                  | Zou Kai Kina                                                  | Kōhei Uchimura Japan                                                         | Kōhei Uchimura Japan                                                         | Denis Abljazin Ryssland                                                          | Denis Abljazin Ryssland                                                          |
| Bygelhäst detaljer              | Krisztián Berki Ungern                                        | Krisztián Berki Ungern                                        | Louis Smith Storbritannien                                                   | Louis Smith Storbritannien                                                   | Max Whitlock Storbritannien                                                      | Max Whitlock Storbritannien                                                      |
| Ringar detaljer                 | Arthur Zanetti Brasilien                                      | Arthur Zanetti Brasilien                                      | Chen Yibing Kina                                                             | Chen Yibing Kina                                                             | Matteo Morandi Italien                                                           | Matteo Morandi Italien                                                           |
| Räck detaljer                   | Epke Zonderland Nederländerna                                 | Epke Zonderland Nederländerna                                 | Fabian Hambüchen Tyskland                                                    | Fabian Hambüchen Tyskland                                                    | Zou Kai Kina                                                                     | Zou Kai Kina                                                                     |
| Barr detaljer                   | Feng Zhe Kina                                                 | Feng Zhe Kina                                                 | Marcel Nguyen Tyskland                                                       | Marcel Nguyen Tyskland                                                       | Hamilton Sabot Frankrike                                                         | Hamilton Sabot Frankrike                                                         |

### Rytmisk gymnastik
| Gren                            | Guld | Guld | Silver | Silver | Brons                                                                                                  | Brons                                                                                                  |
| ------------------------------- | --- | --- | --- | --- | --- | --- |
| Mångkamp, trupp detaljer        | Ryssland Ksenia Dudkina Alina Makarenko Uliana Donskova Anastasia Bliznjuk Karolina Sevastjanova Anastasia Nazarenko | Ryssland Ksenia Dudkina Alina Makarenko Uliana Donskova Anastasia Bliznjuk Karolina Sevastjanova Anastasia Nazarenko | Belarus Marjna Hantjarova Anastasia Ivankova Natalija Lesjtjyk Aliaksandra Narkevitj Ksenia Sankovitj Alina Tumilovitj | Belarus Marjna Hantjarova Anastasia Ivankova Natalija Lesjtjyk Aliaksandra Narkevitj Ksenia Sankovitj Alina Tumilovitj | Italien Elisa Blanchi Romina Laurito Marta Pagnini Elisa Santoni Anzhelika Savrayuk Andreea Stefanescu | Italien Elisa Blanchi Romina Laurito Marta Pagnini Elisa Santoni Anzhelika Savrayuk Andreea Stefanescu |
| Mångkamp, individuellt detaljer | jevgenija Kanajeva Ryssland                                                                                          | jevgenija Kanajeva Ryssland                                                                                          | Daria Dmitrieva Ryssland                                                                                               | Daria Dmitrieva Ryssland                                                                                               | Liubov Tjarkasjyna Belarus                                                                             | Liubov Tjarkasjyna Belarus                                                                             |

### Trampolin
| Gren                         | Guld                       | Guld                       | Silver                  | Silver                  | Brons            | Brons            |
| ---------------------------- | -------------------------- | -------------------------- | ----------------------- | ----------------------- | ---------------- | ---------------- |
| Damernas trampolin detaljer  | Rosannagh MacLennan Kanada | Rosannagh MacLennan Kanada | Huang Shanshan Kina     | Huang Shanshan Kina     | He Wenna Kina    | He Wenna Kina    |
| Herrarnas trampolin detaljer | Dong Dong Kina             | Dong Dong Kina             | Dmitry Ushakov Ryssland | Dmitry Ushakov Ryssland | Lu Chunlong Kina | Lu Chunlong Kina |

Denna tabell: visa • redigera